# Michael Ramsey
Arthur Michael Ramsey (14 de noviembre de 1904 hasta el 23 de abril de 1988) fue el arzobispo número 100 de Canterbury. Fue nombrado el 31 de mayo de 1961 y permaneció en el cargo de junio de 1961 a 1974.

## Carrera
Michael Ramsey nació en Cambridge en 1904. Su padre era un matemático congregacionalista y su madre era socialista y sufragista
Durante su estancia en Cambridge, el joven Michael estuvo bajo la influencia del decano del Corpus Christi College, Edwyn Hoskyns Clemente. Fue ordenado sacerdote en 1928 y destinado a Liverpool, donde estuvo bajo la influencia de Charles Raven.
Después de esto se convirtió en profesor. Durante este tiempo publicó un libro, El Evangelio y la Iglesia Católica (1936). A continuación, ejerció su ministerio en Cambridge, antes de que se le ofreciera una canonjía en la catedral de Durham y un puesto en el Departamento de Teología en la Universidad de Durham En 1950, se convirtió en profesor en la universidad de Cambridge. Es el primer Primado de la Iglesia de Inglaterra que visita al Papa Pablo VI en la Ciudad del Vaticano en 1966, en más de 400 años de interrupción del diálogo.  El Papa se sacó su anillo de Obispo de Milán y se lo entregó como obsequio, el cual se guarda en el Palacio de Lambeth en Londres, y los Arzobispos de Canterbury lo llevan cuando visitan la Santa Sede en señal de amistad.

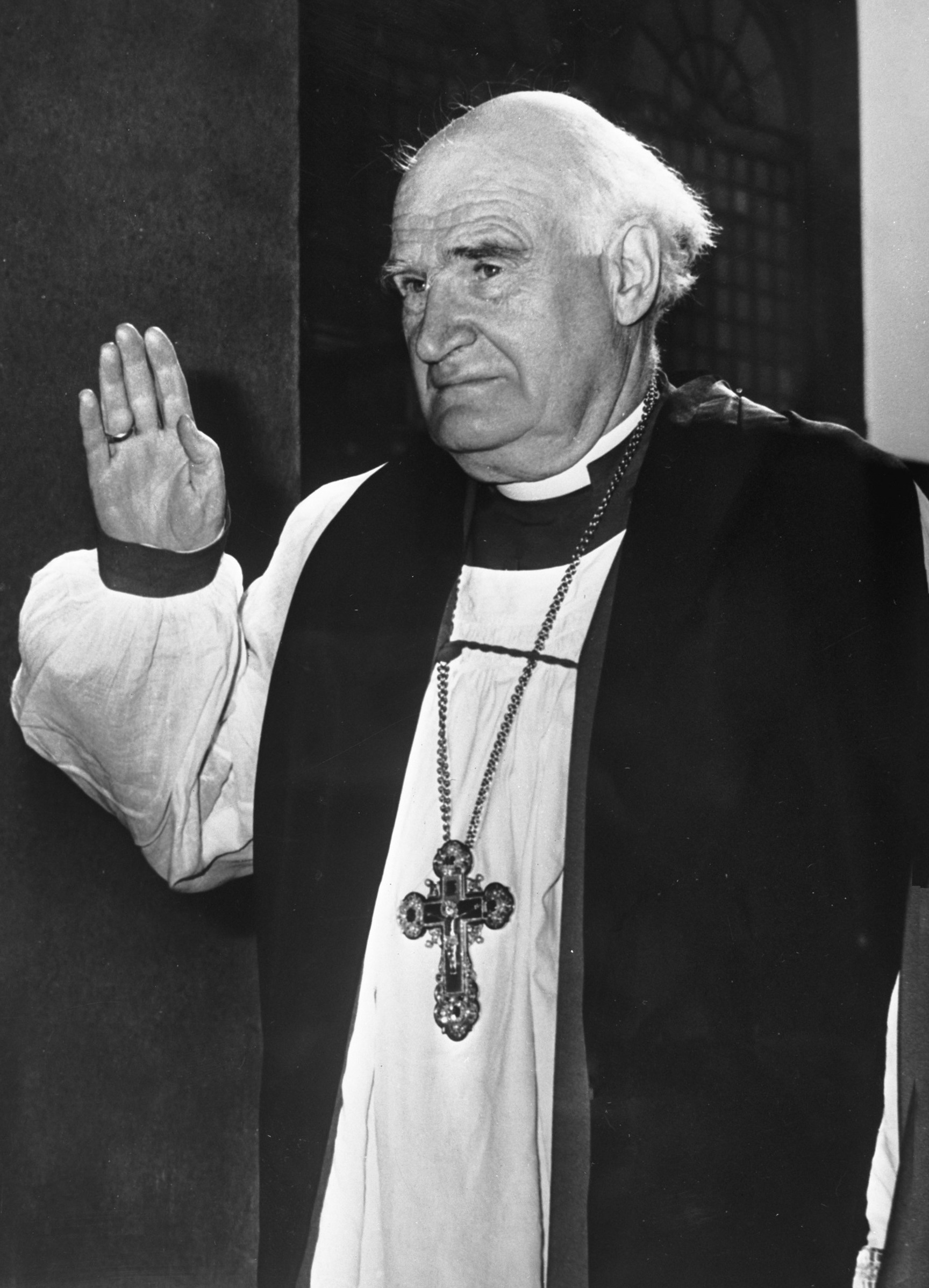
Michael Ramsey

## Política
Ramsey nunca estuvo de acuerdo con el poder ejercido por el gobierno sobre la Iglesia Anglicana de la que fue cabeza. Apoyó la liberalización de las leyes contra la homosexualidad, lo que le produjo enemigos en la Cámara de los Lores. También fue muy crítico con la dictadura de Augusto Pinochet. Ramsey también se opuso a la concesión de ayuda económica por el Consejo Mundial de Iglesias a los grupos guerrilleros.